# Unione delle università del Mediterraneo
L'Unione delle università del Mediterraneo (in inglese Mediterranean Universities Union, in francese Union des universités de la Mèditerranée), UNIMED, è una rete di 162 atenei (dato di giugno 2024) localizzati nei paesi del bacino del Mediterraneo (o che hanno specifici interessi nella regione mediterranea). Il segretariato dell'organizzazione ha sede a Roma.

## Organi direttivi
- Presidente: Kherieh Rassas, Vice presidente per le Relazioni internazionali, An-Najah National University (Palestina)
- Vice Presidenti: Sapienza Università di Roma (Italia) e Università di Barcellona (Spagna)
- Segretario Generale: Hmaid Ben Aziza, già Rettore dell'Università di Tunisi (Tunisia)
- Presidente Onorario: Wail Benjelloun, già Presidente UNIMED e già Presidente dell'Università Mohammed V (Marocco)

La lista completa del Consiglio di Amministrazione è disponibile qui

## Atenei membri dell'UNIMED
La lista completa